# Garnisonen, Stockholm

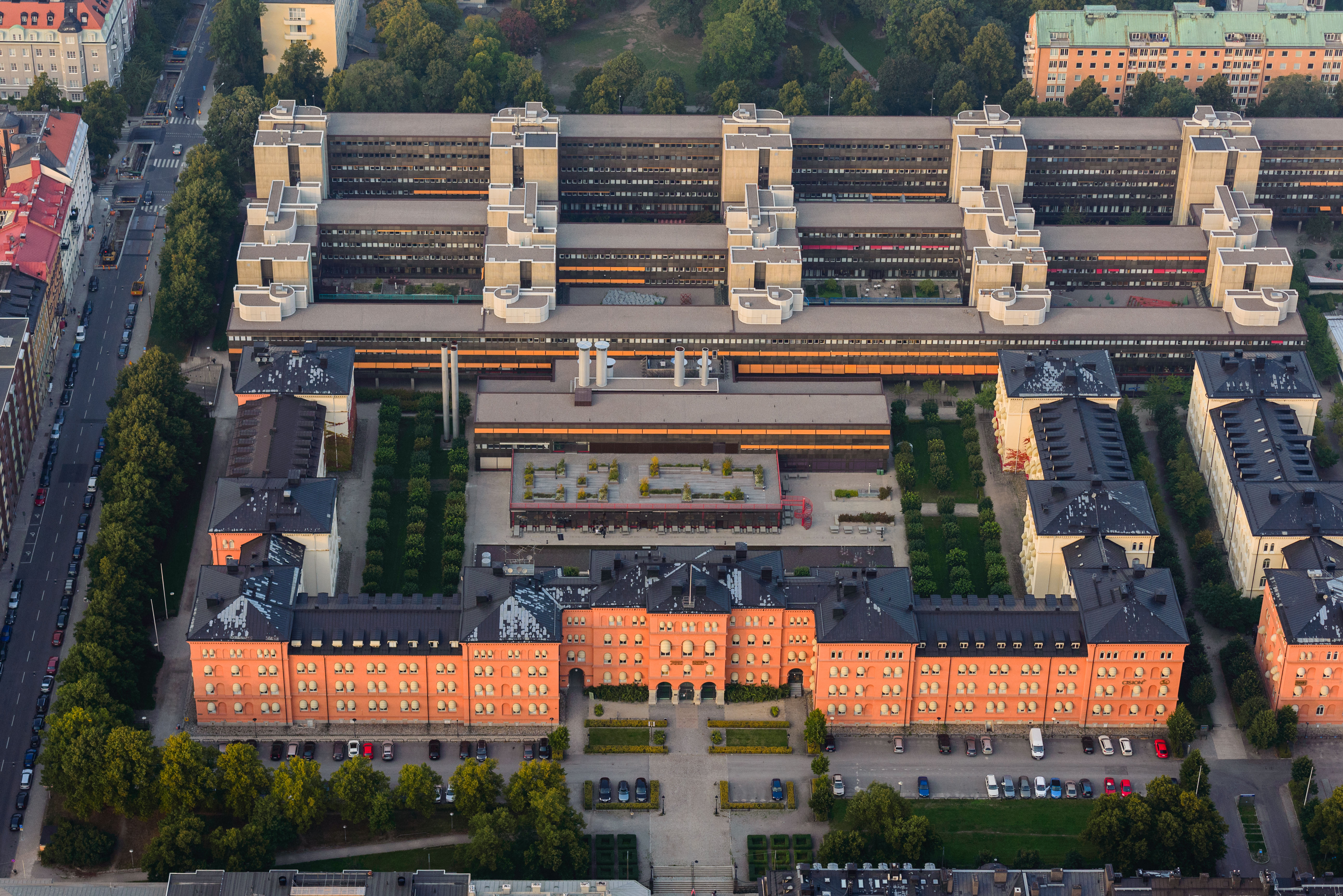
Kvarteret Garnisonen sett från söder.

Garnisonen är ett kvarter och ett stort kontorskomplex som ligger på Karlavägen 96–112 / Oxenstiernsgatan 15 / Linnégatan 87–89 / Banérgatan 16–30, mellan Karlaplan och Radiohuset på Östermalm i Stockholm. Fastighetens olika delar har uppförts åren 1886, 1963 (FOA-huset) och 1972 (Karlahuset). Kvarteret omfattar en tomtareal på 84 366 kvadratmeter och ägs av Vasakronan.

## Historia

### Kaserner

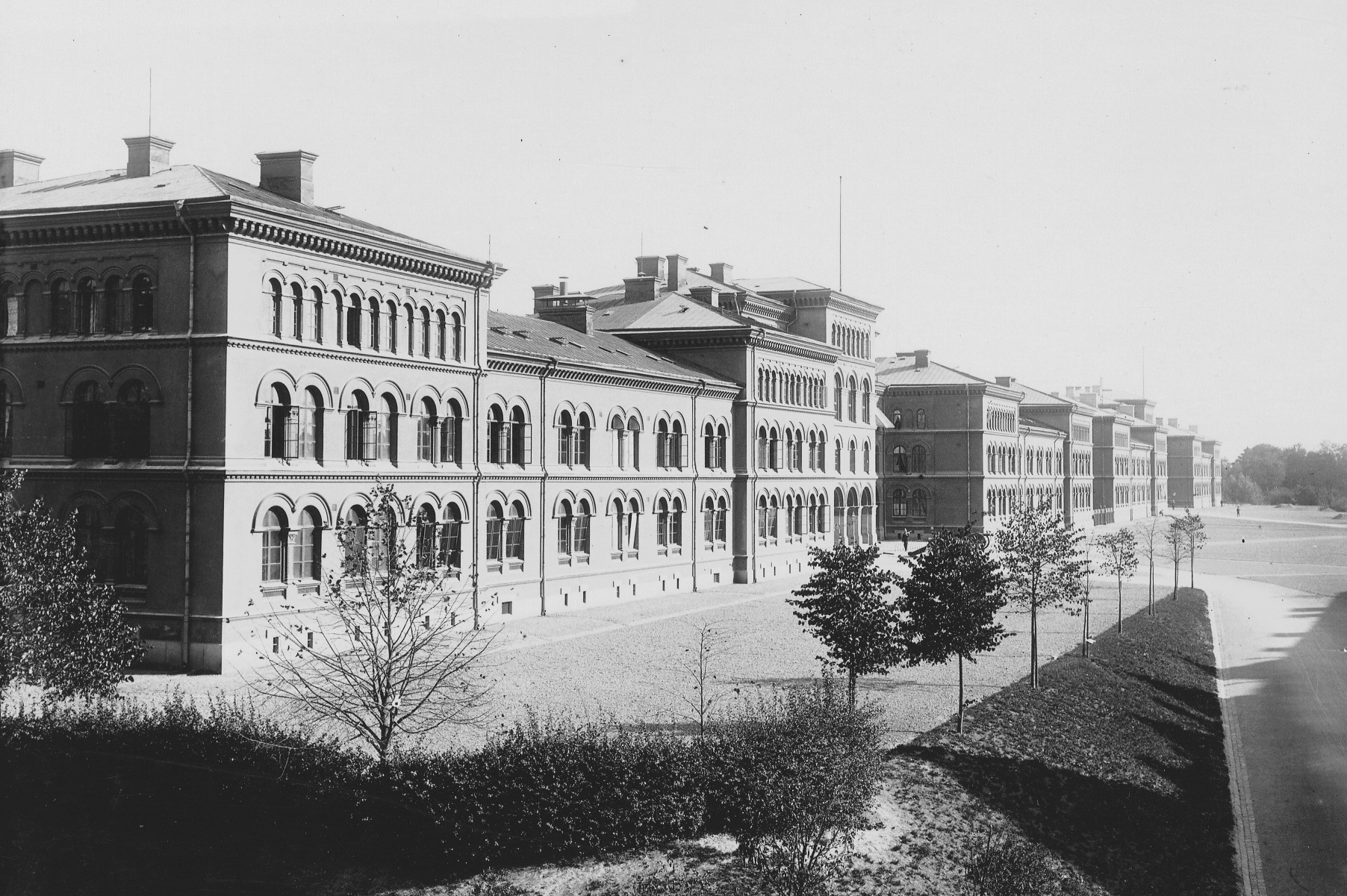
Garnisonens kasernbyggnad, 1890.

Byggnaden ligger på gammalt kasernområde. De äldre delarna med fasad mot Linnégatan, ritade 1873–1875 av Ernst Jacobsson var från början Svea livgardes och Göta livgardes kasernbyggnader och är idag grönmärkta av Stadsmuseet i Stockholm vilket innebär att bebyggelsen är "särskilt värdefull från historisk, kulturhistorisk, miljömässig eller konstnärlig synpunkt". Socialstyrelsen hyrde denna del av fastigheten från mitten av 1960-talet till 1999 då en omfattande renovering genomfördes. Idag hyrs lokalerna ut till en mängd företag.

### FOA-huset
År 1956 beslutade staten att låta bygga nytt på Garnisonen. Gustaf Kaunitz ritade det så kallade FOA-huset för Försvarets forskningsanstalt som stod klart 1963. Huset utmärker sig genom att vara tre våningar högre än sin omgivning då staten gav dispens mot gällande stadsplan. Från hustoppen har besökaren utsikt över Djurgården och Södermalm. 
Byggnaden och beslutsprocessen kritiserades och studenter vid KTH:s arkitektursektion gav huset ett antipris med sitt rivningsstipendium. Vid invigningen deltog bland annat ÖB Torsten Rapp och försvarsminister Sven Andersson. En stor del av komplexet utgjordes av en datahall som tillkom senare. Sedan FOA lämnade byggnaden har den olika kontorsverksamheter och går numera under namnet Port 108. 

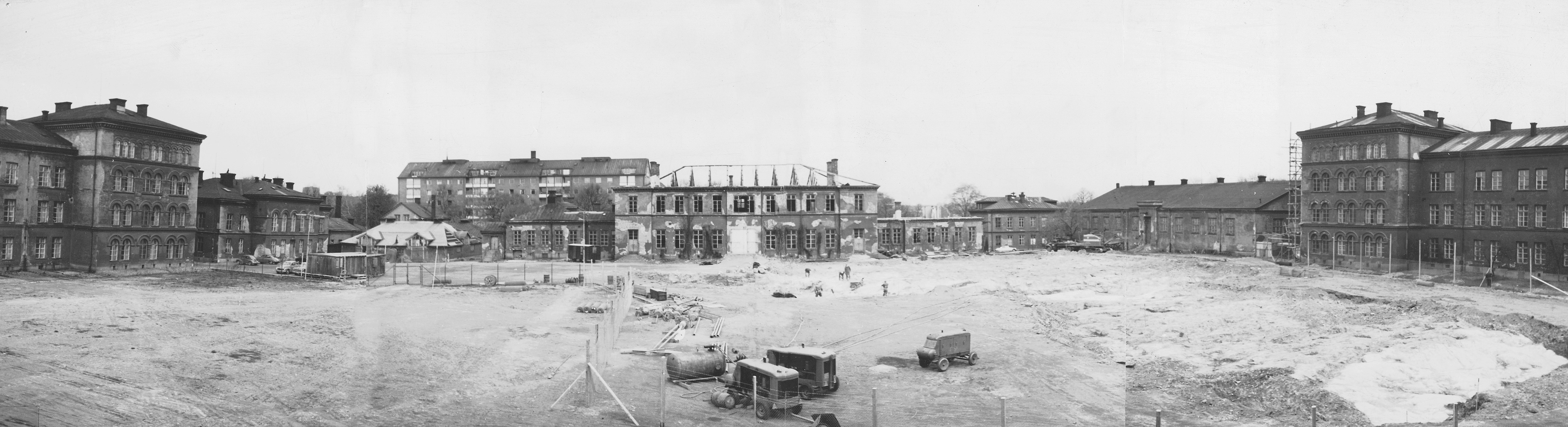
Garnisonens innergård 1957, vy mot norr, rivning av matsalsbyggnaden.

### Karlahuset
Delarna mot Karlavägen, det så kallade Karlahuset, blev ett pilotprojekt för Byggnadsstyrelsens strukturalistiska idé om en flexibel kontorsbyggnad med plats för 4500 anställda. Stomme, fasader och installationer är separata, utbytbara och modulanpassade system, som kan ersättas efter sina olika långa livslängder. Karlahuset ritades av arkitekt Tage Hertzell på A4 arkitektkontor och stod klar 1972. 
I sann strukturalistisk anda blev byggnaden, med sin cirka 350 meter långa fasad, Stockholms längsta och norra Europas största kontorshus. Den långa byggnadskroppen med 289 likadana fönster i rad mot Karlavägen ger en tung och monoton verkan i stadsbilden. Allmänheten var kritisk och såg byggnaden som ett exempel för de statliga myndigheternas "elefantiasis". Arkitektkollegerna däremot har varit positiva och Tage Hertzell hyrde själv ett kontorsrum här så sent som år 2001.
Stommen är av betong och fasaderna är klädda med bronsfärgade aluminiumkassetter. I bottenvåningen finns arkader. Medan fasaden präglas av en långt driven enhetlighet är kvarterets inre långt mer varierat med sina servicetorn, konstbesmyckade gårdar, restauranger och korridorer med frilagda installationer och starka färger. Ursprungligen bestod kontorsdelen av kontorslandskap som sedermera och efter kritik av de anställda byggdes om till enskilda kontorsrum. 
Huset orsakade införandet av flextid. Det utbröt nämligen kaos när tusentals anställda skulle börja och sluta sin arbetsdag vid samma tidpunkt. Inte heller tunnelbanan kunde transportera så mycket folk under så kort tid. Karlahuset kallades fram till 1990-talet precis som kvarteret för Garnisonen men fick namnet Karlahuset för att särskilja byggnaden från kvarterets övriga delar. Fastigheten är blåmärkt av Stadsmuseet i Stockholm vilket innebär "att bebyggelsen bedöms ha synnerligen höga kulturhistoriska värden".

### Bilder (Karlahuset)

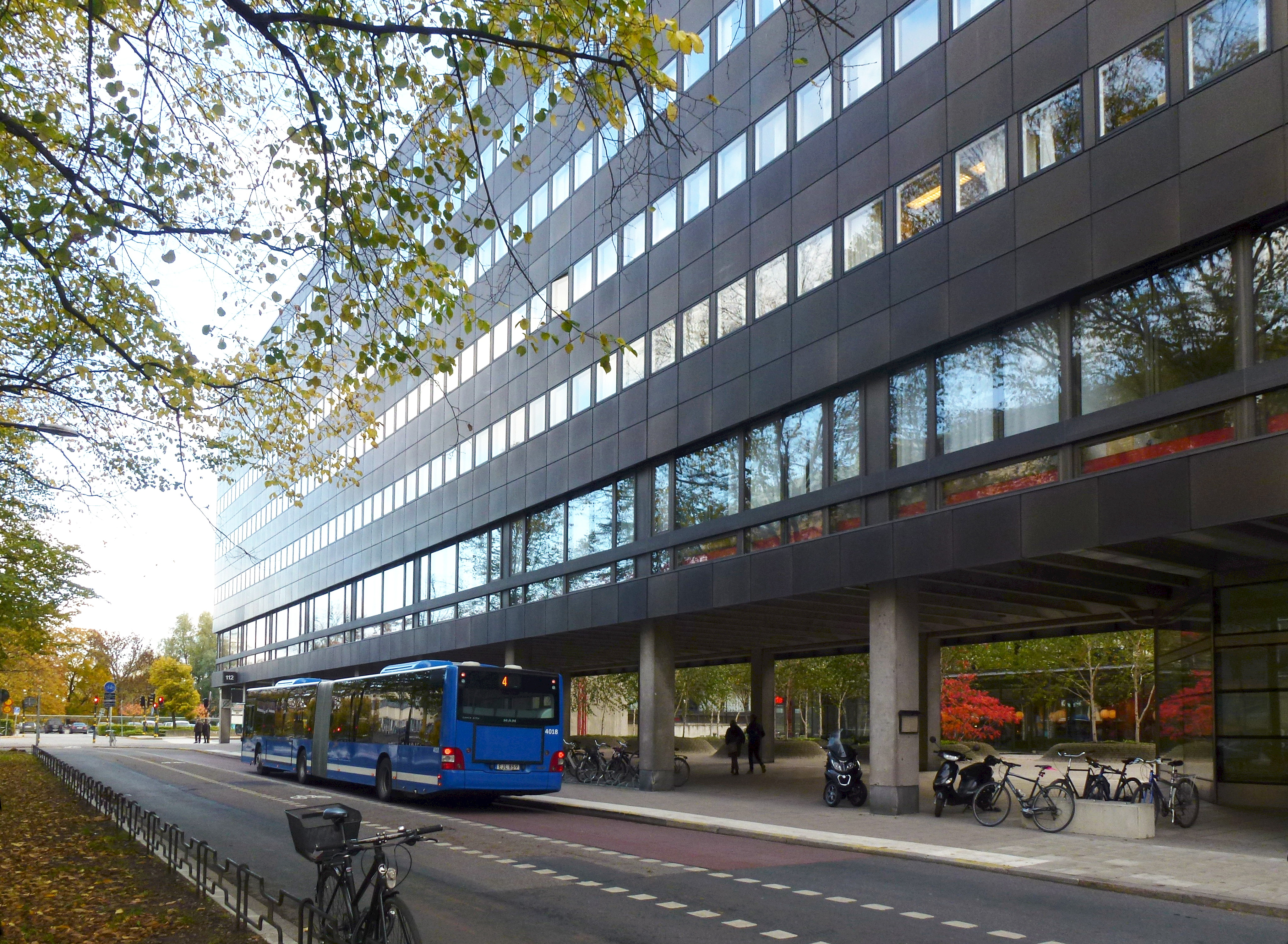
Karlahuset, vy mot sydost, 2014.
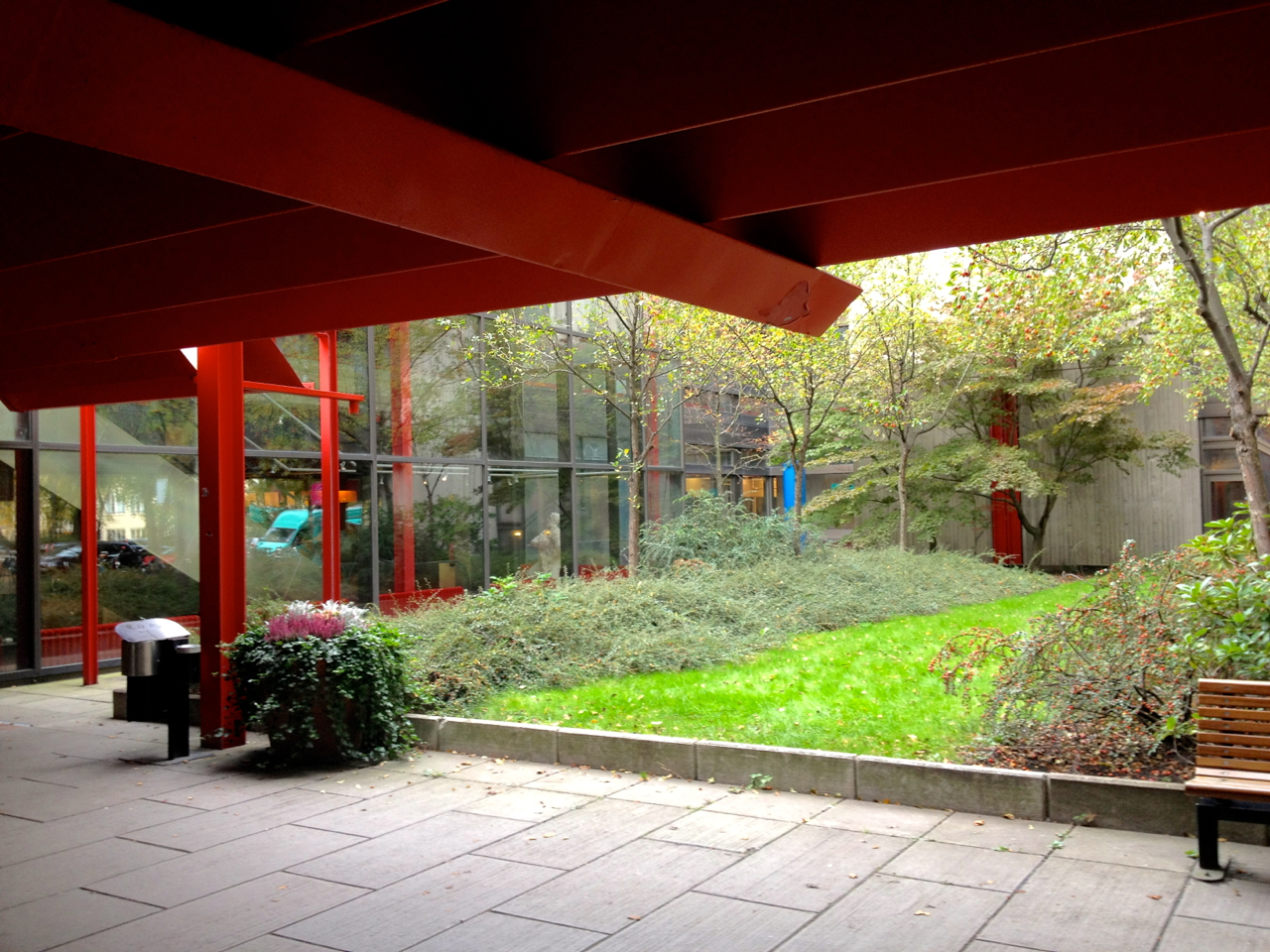
Innergården 2014.
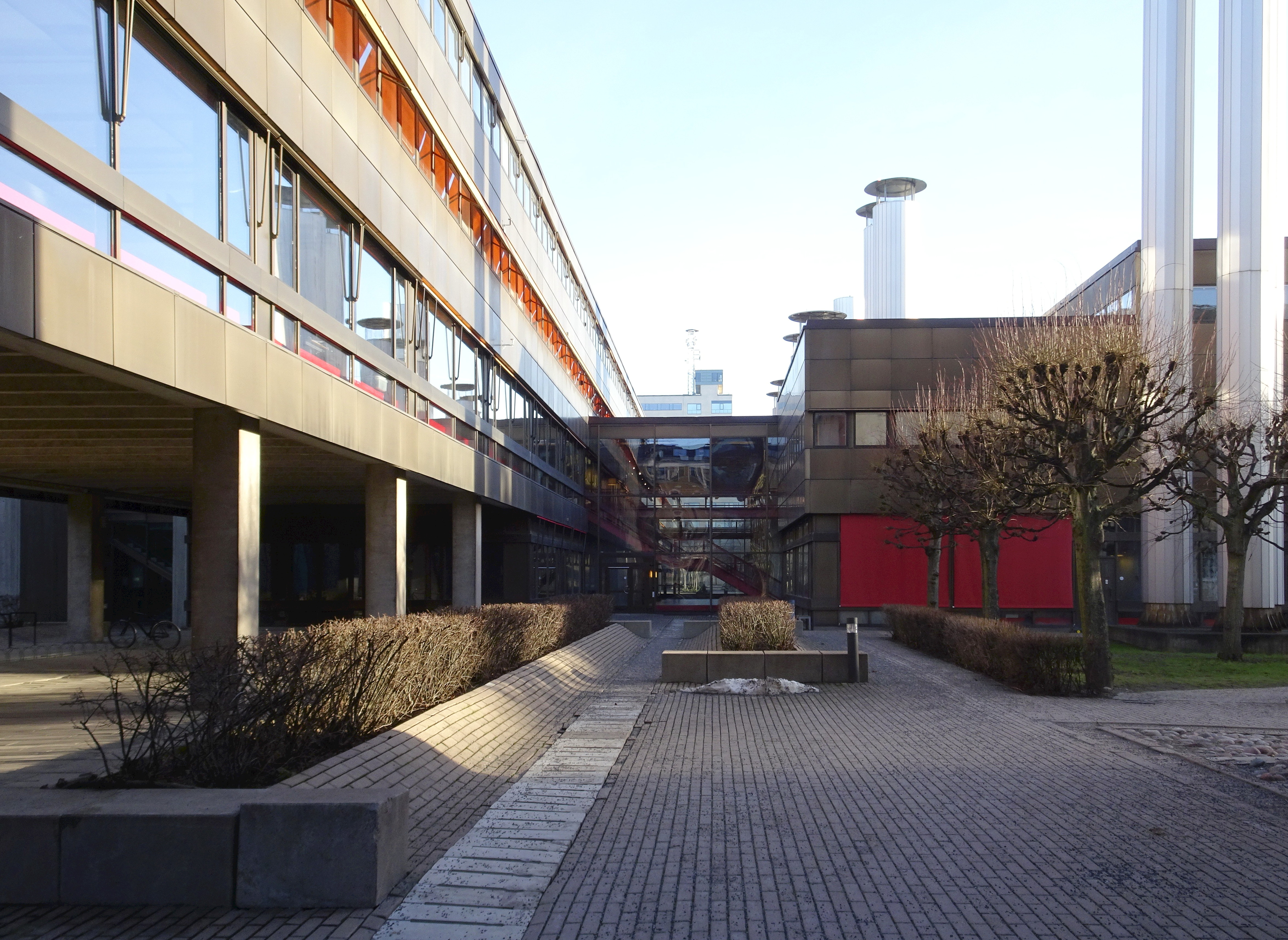
Innergården 2021.
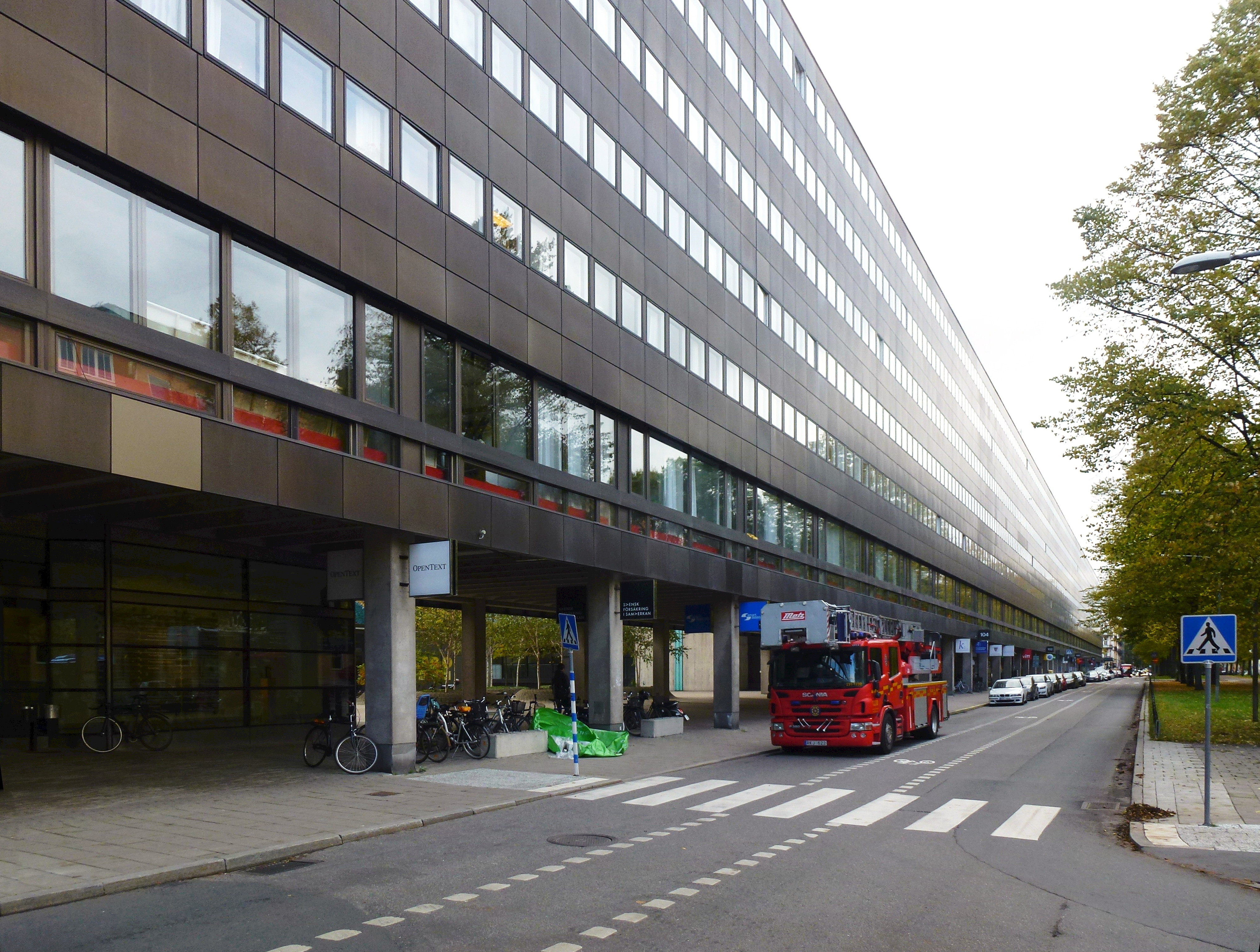
Karlahuset, vy mot nordväst 2014.

### Fotnoter
1. ↑  Stadsmuseets interaktiva karta för kulturmärkning av byggnader i Stockholm.
2. ↑  ”NCC – Pressmeddelande”. Cision Wire. http://news.cision.com/se/ncc/r/ncc-bygger-om-f-d-svea-livgarde-i-stockholm-for-145-miljoner,e11039. Läst 12 augusti 1999.
3. ↑  Juvander et al 2000
4. ↑  SvD Kultur: Huset bakom flextiden, publicerad 21 mars 2003.
5. ↑  Juvander et al 2000, s. 81